# Basargino (obwód wołogodzki)
Basargino (ros. Басаргино) – wieś w Rosji, w rejonie grazowieckim obwódu wołogodzkiego. W 2002 liczyła 15 mieszkańców, z kolei w 2010 populacja miejscowości wynosiła 51 osób.